# Okres (geologia)
Okres – formalna jednostka geochronologiczna (czasowa), niższa rangą od ery, a wyższa rangą od epoki. Odpowiada jednostce chronostratygraficznej (jednostce skalnej) o nazwie system.
Tabela okresów geologicznych fanerozoiku oficjalnie zdefiniowanych przez Międzynarodową Unię Nauk Geologicznych (IUGS):
| Eon        | Era       | Okres       | Początek (mln lat temu) |
| ---------- | --------- | ----------- | ----------------------- |
| Fanerozoik | Kenozoik  | Czwartorzęd | 2,58                    |
| Fanerozoik | Kenozoik  | Neogen      | 23,04                   |
| Fanerozoik | Kenozoik  | Paleogen    | 66                      |
| Fanerozoik | Mezozoik  | Kreda       | 143,1                   |
| Fanerozoik | Mezozoik  | Jura        | 201,4                   |
| Fanerozoik | Mezozoik  | Trias       | 251,902                 |
| Fanerozoik | Paleozoik | Perm        | 298,9                   |
| Fanerozoik | Paleozoik | Karbon      | 358,86                  |
| Fanerozoik | Paleozoik | Dewon       | 419,62                  |
| Fanerozoik | Paleozoik | Sylur       | 443,1                   |
| Fanerozoik | Paleozoik | Ordowik     | 486,85                  |
| Fanerozoik | Paleozoik | Kambr       | 538,8                   |

## Tabela stratygraficzna
Pełny podział dziejów Ziemi, z wyszczególnieniem okresów także w eonie proterozoicznym, można znaleźć w tabeli stratygraficznej.